# Valverde del Camino
Valverde del Camino er en by og kommune i det sydvestlige Spanien i provinsen Huelva. Den har et indbyggertal på 12.611 (2024) indbyggere.